# Evangelij popolnosti
Evangelij popolnosti je izgubljen evangelij novozaveznih apokrifov. Besedilo omenjajo protikrivoverska dela cerkvenih očetov. Verjetno je šlo za gnostično besedilo, ki je bilo morda identično Evangeliju po Evi.
V mističnih verstvih ima beseda popolnost poseben pomen, namreč nekdo, ki je popoln, je po njihovo dosegel absolutno razsvetljenje. Na nek način je ta koncept podoben budističnem stremenju k nirvani.